# Miltochrista coalescens
Miltochrista coalescens är en fjärilsart som beskrevs av Max Wilhelm Karl Draudt 1914. Miltochrista coalescens ingår i släktet Miltochrista och familjen björnspinnare. Inga underarter finns listade i Catalogue of Life.